# Jakovlev Jak-40
Jakovlev Jak-40 (V kódu NATO "Codling") je malý sovětský třímotorový dopravní letoun z poloviny 60. let 20. století. Měl být náhradou za stroje Iljušin Il-12 a Iljušin Il-14.
První prototyp vzlétl 21. října 1966. Aeroflot zahájil provoz s Jaky-40 30. září 1968 letem Moskva-Kostroma. Exportní verze nesla označení Jak-40E s původní sovětskou navigační elektronikou a Jak-40EC s integrovaným radionavigačním systémem Collins AP-104/FD-108. Transportní varianta s dveřmi o rozměru 1,60 × 1,50 m na levém boku trupu před křídlem dostala označení Jak-40T. V roce 1991 Jakovlev ve spolupráci s firmou Skorosť nabízel modernizovanou verzi Jak-40TL s dvojicí pohonných jednotek Allied Signal LF-507.
Používaly se jak k přepravě, tak i pro vojenské účely. Celkem bylo do ukončení produkce v roce 1976 vyrobeno 1 011 letounů, z toho 125 kusů bylo exportováno do 18 zemí světa.

## Vývoj

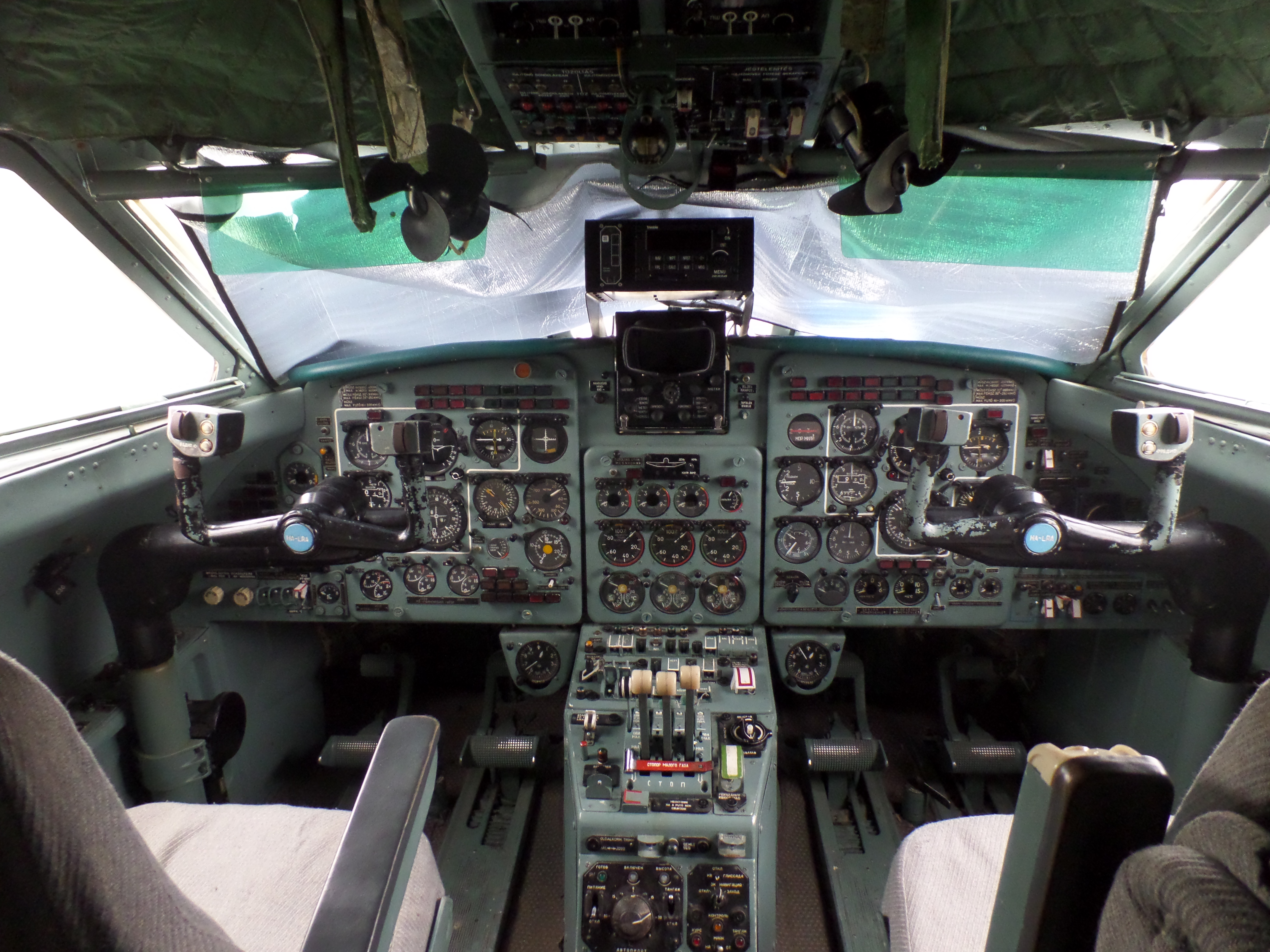
Kokpit Jaku-40

Počátkem 60. let 20. století obsluhovala sovětské mezinárodní a vnitřní hlavní trasy státní letecká společnost Aeroflot pomocí proudových nebo turbovrtulových dopravních letadel, ale místní lety, z nichž mnohé byly provozovány z travnatých letišť, byly obsluhovány zastaralými letouny s pístovými motory jako např. Iljušin Il-12, Il-14 a Lisunov Li-2. Aeroflot chtěl nahradit tato postarší dopravní letadla letadly s turbínovým pohonem, přičemž návrhem byla pověřena konstrukční kancelář Jakovlev. Nebyla vyžadována vysoká rychlost, ale letadlo muselo být schopné bezpečně a spolehlivě operovat i ze špatně vybavených letišť s krátkými (méně než 700 m nebo 2 300 stop) a nezpevněnými přistávacími dráhami za špatného počasí.
Jakovlev studoval návrhy turbovrtulových i proudových motorů, aby splnily tento požadavek, včetně návrhů s vertikálním vzletem a přistáním se vztlakovými tryskami v trupu nebo v podvěsech namontovaných na křídle, ale nakonec se rozhodli pro třímotorový letoun s rovnými křídly o kapacitě 20 až 25 cestujících. Motory měly být nové dvouproudové AI-25 vyvinuté kanceláří Ivčenko v Záporoží na Ukrajině.
Jak-40 bylo první dopravní letadlo sovětské výroby navržené dle západních požadavků letové způsobilosti.

## Služba

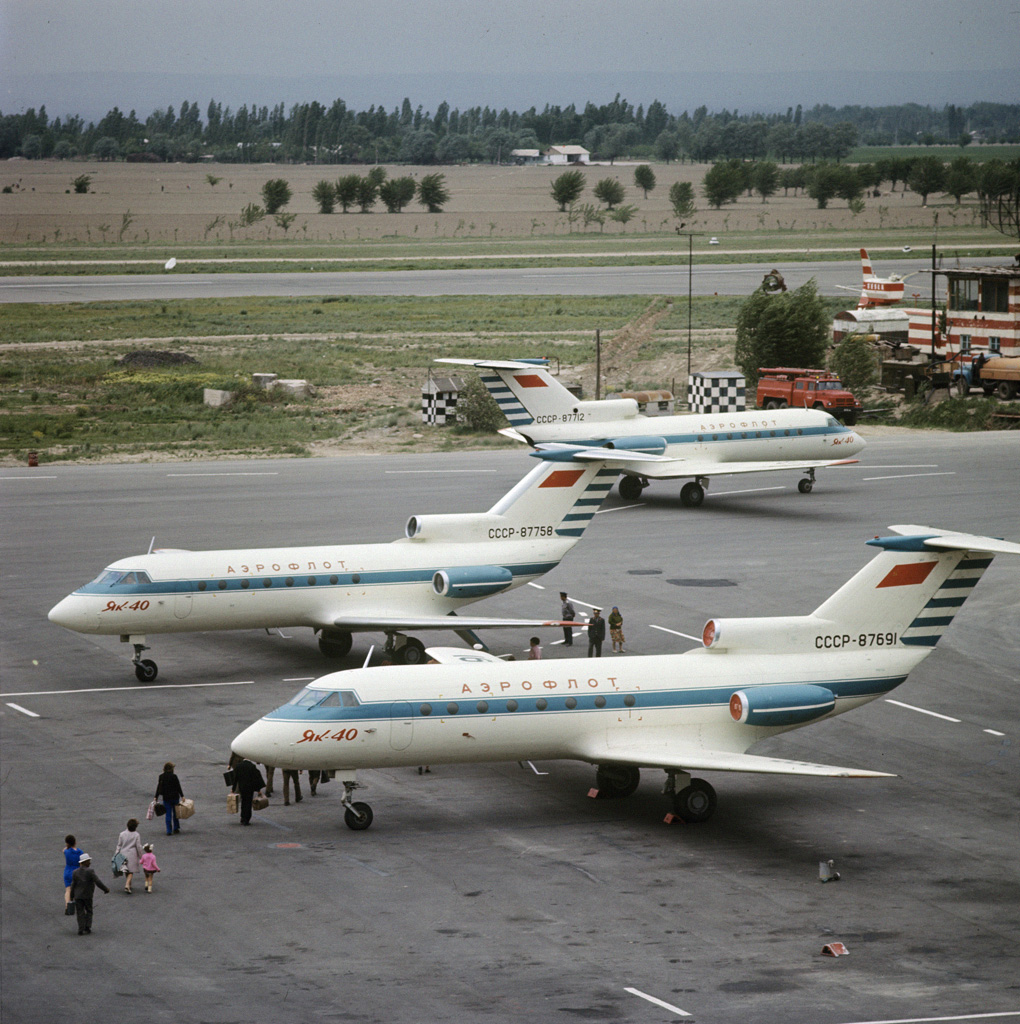
Jak-40 na kyrgyzském letišti v Oši, 1974

První z pěti prototypů vzlétl 21. října 1966, výroba byla zahájena v Saratovském leteckém závodě v roce 1967 a sovětská typová certifikace udělena v roce 1968. První osobní dopravu pro Aeroflot tento typ provedl 30. září 1968. U verze z roku 1972 byla odstraněny problémy s vývrtkou. V roce 1974 byla představena nová verze s větším doletem bez mezipřistání. Také přední dveře na pravé straně trupu změnily své místo – byly umístěny společně se šestým oknem.
V roce 1975 proběhla poslední modernizace Jaku-40 – počet oken kabiny na pravé straně se snížil z devíti na osm.
Než výroba v listopadu 1981 skončila, vyrobila továrna v Saratově 1 011 nebo 1 013 letadel. Do roku 1993 přepravily Jak-40 provozované Aeroflotem 354 milionů cestujících. Kromě toho, že byl Jak-40 páteří domácích tras Aeroflotu - v roce 1980 létal do 276 místních destinací, byl také exportním úspěchem. Mimo to se Jak-40 stal prvním ruským/sovětským letadlem, které získalo letové osvědčení z Itálie a západního Německa. Byl předveden v 75 zemích světa, včetně USA.
Celkem bylo vyvezeno do Afghánistánu, Angoly, Bulharska, Kambodže, Kuby, Československa, Rovníkové Guineje, Etiopie, Německa, Guatemaly, Hondurasu, Maďarska, Itálie, Laosu, Madagaskaru, Filipín, Polska, Sýrie, Vietnamu, Jugoslávie a Zambie 130 letounů.
Od července 2021 začaly testy Jaku-40 s elektrickým vrtulovým motorem v přídi letadla.

### Československo

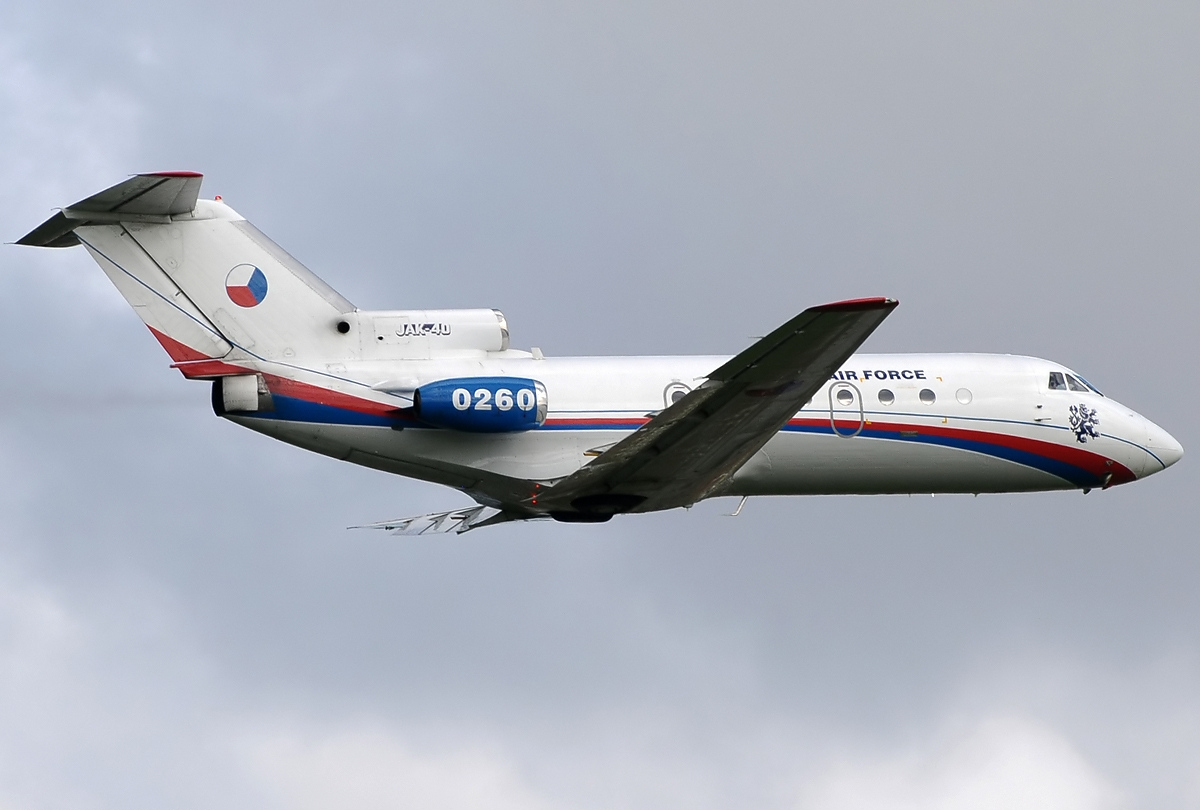
Jak-40 českého letectva (0260)

První Jak-40 v československých službách byl dodán v říjnu 1972 s imatrikulací OK-BYK. Provozovatelem se stal Letecký oddíl Federálního ministerstva vnitra (LO FMV). Koncem roku 1973 byl další letoun (v.č. 9341230, OK-DHA) zařazen do letadlového parku Československé správy dopravních letišť (ČSSDL).
Až třetím uživatelem se staly ČSA s pronajatými Jaky od společnosti Aeroflot v roce 1974. Měly výrobní čísla 9340232 (CCCP-87372) a 9340332 (CCCP-87372). Po zkušebním provozu byly již v barvách ČSA dodány 9. října 1974 dva stroje s poznávacími značkami OK-EEA (v. č. 9431436) a OK-EEB (v. č. 9431536). Postupně byly zakoupeny další (OK-EEC až -EEG a OK-FEH až -FEJ). Byly nasazeny na linky mezi Prahou a Karlovými Vary, Brnem, Ostravou, Bratislavou, Piešťanami, Sliačí a Košicemi. Dalším provozovatelem byla i ČSLA a dva stroje létaly v čs. vládní letce. K vyřazení posledního typu Jak-40 z flotily ČSA došlo v roce 1992.
Dva stroje sloužily v letectvu Armády České republiky na základně Kbely. Jejich životnost byla několikrát nákladně prodloužena. Stroje sloužily ve 241. dopravní letce do roku 2020 a ze služby byly slavnostně vyřazeny dne 2. září 2020. Jeden ze strojů s identifikačním číslem 0260 (dříve OK-BYK) tak získalo od vládní letky Technické muzeum v Brně, které následně letadlo zapůjčilo do Leteckého muzea v Kunovicích se kterým mají podepsané memorandum o spolupráci obou muzeí. Druhý letoun č. 1257 získal Vojenský historický ústav Praha a umístil jej do svého Letecké muzeum Kbely.

## Specifikace (Jak-40)

### Technické údaje
- Posádka: 2 piloti + 1 palubní inženýr
- Kapacita: 32 cestujících
- Délka: 20,36 m
- Rozpětí: 25 m
- Výška: 6,5 m
- Nosná plocha: 70 m²
- Hmotnost (prázdný): 9 400 kg
- Maximální vzletová hmotnost: 16 100 kg
- Kapacita paliva: 3 910 L (860 imp gal; 1,030 US gal)
- Pohonná jednotka: 3× dvouproudový motor Ivčenko AI-25, každý o tahu 14,7 kN

### Výkony
- Maximální rychlost: 600 km/h
- Cestovní rychlost: 550 km/h
- Dolet: 1 800 km
- Dostup: 8 000 m
- Stoupavost: 8 m/s